# Ferrari F2008
A Ferrari F2008 egy Formula–1-es autó, melyet a Scuderia Ferrari istálló használt a 2008-as szezon során. Pilótapárosa változatlanul a Kimi Räikkönen - Felipe Massa páros maradt, a csapatvezetői poszton azonban Stefano Domenicali váltotta Jean Todt-ot.
Az autóban benne volt az arra a szezonra bevezetett Electronic Control Unit (ECU), amellyel a legtöbb vezetési segédeszközt váltották ki. A legfontosabb ilyen segédeszköz a kipörgésgátló, melyet kiszereltek az autóból. Az autó karosszériája nagyrészt a 2007-es autóén alapult, a 2008-as szabálymódosításoknak megfelelően átalakítva, így pár kilóval többet nyomott, köszönhetően a strapabíróbb váltónak és a versenyző fejét védő masszívabb szerkezetnek.
Az autót először Kimi Räikkönen vezethette, január 7-én, egy fioranói teszten. Az autóval a 2008-as világbajnokságon Felipe Massa a második, míg Räikkönen a harmadik helyet szerezte meg az egyéni világbajnokságban. A konstruktőri vb-cím viszont a Ferrarié lett.

## Tervezés
A fejlesztések során csak a “659″-es kódszámot viselő autót a már bevált Nicholas Tombazis főtervező, és Aldo Costa technikai igazgató felügyelete alatt készült. Annak ellenére, hogy a Ferrari vadonatúj versenygépe, az F2008-as, elődje továbbfejlesztése, szinte minden területen változtattak rajta. Az új autóban helyet kapott az egységesített elektronikai rendszer (ECU), melyet a McLaren Electronic Systems (MES) gyártott és szállított a csapatoknak. Ez magában foglalt egy vezérlőegységet, illetve egy szoftverrendszert, melyet egészen a szezon kezdetéig fejlesztett a gyártó cég. Az új rendszer nem tartalmazott annyi állítási lehetőséget a pilótáknak a differenciálmű, a motor és váltó tekintetében, illetve kiiktattak olyan segédleteket mint a kipörgésgátló, a motorfék-szabályozás és a rajtautomatika. A 2006-os, “056″ kódjelű motor az erőforrások fejlesztéseinek befagyasztása miatt változatlan maradt, így csak a benzin és légbeömlő rendszerek fejlesztésére volt lehetőségük a maranellói mérnököknek. Az új szabályok miatt a megbízhatóság minden eddiginél fontosabb lett, így a csapat kenőanyagokért felelős partnere és beszállítója, a Shell is komoly nyomás alatt volt a felkészülési időszak alatt, hogy olyan termékeket fejlesszen ki, melyekkel a váltó, illetve a motor kopása minimális legyen. A Shell üzemanyaga pedig az előírásoknak megfelelően immár 5,75%-ban biológiai eredetű lett.

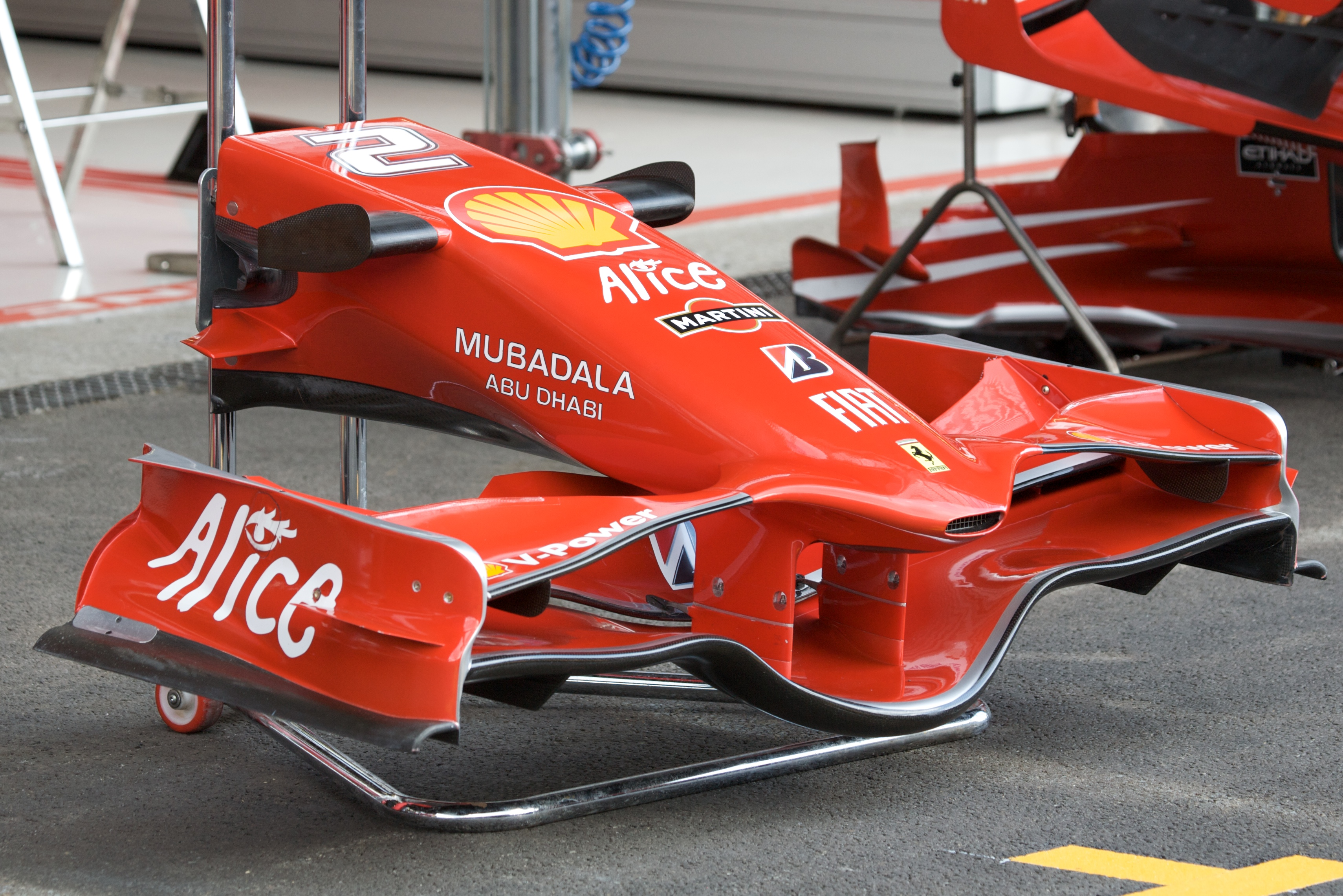
A Ferrari orrkúpja Belgiumban.

Más az első kerékfelfüggesztés is, és az első kerekek mögötti légterelőket is áttervezték. Az oldalszekrények nagy levegőbeömlő nyílásai előtti modulok összekapcsolódnak, és felülnézetből látszik, hogy az autó ettől még áramvonalasabb lett, mint az elődje. Még kisebbek lettek az oldalszekrények is, valamint az egész motor- és váltóblokk, a hátsó kerekek előtti légterelő-rendszeren pedig további finomításokat végeztek el. Magasabbak lettek a pilótaülés oldalán a versenyző fejét védő elemek is. A karosszéria anyagába a legfrissebb biztonsági előírások szerint új komponensek kerültek, ettől az F2008-as nehezebb a 2007-es változatnál.
Az autó tengelytávját és súlyelosztását már az új szabályokhoz, illetve a Bridgestone gumik teljesítményéhez igazították. Azzal, hogy a 2008-as évtől betiltották a vezetést segítő elektronikai berendezéseket, mint a kipörgésgátlót, illetve a rajtautomatikát, a motorvezérlés és számos más terület is egyszerűbb lett. A sebességváltó szénszálas burkolatot kapott, és az átvitel továbbra is hosszirányú maradt. A csapat immár második éve használta a szupergyors kapcsolású sebességváltót, amit a SECU szoftverhez igazított, és megpróbálta tovább növelni a sebességét. A fékrendszer is megújult, és egy innovatív hűtést kapott. 

## A szezon
2008 első versenyén mindkét versenyző kiesett, mindketten üzemanyagnyomás-hiba miatt. Räikkönen végül egy pontot szerzett, miután a Hondás Rubens Barrichellót diszkvalifikálták. A nagydíjon a csapat támogatói szerződést kötött az Etihad Airways-zel és Jean Todt lemondott ügyvezető igazgatói posztjáról.

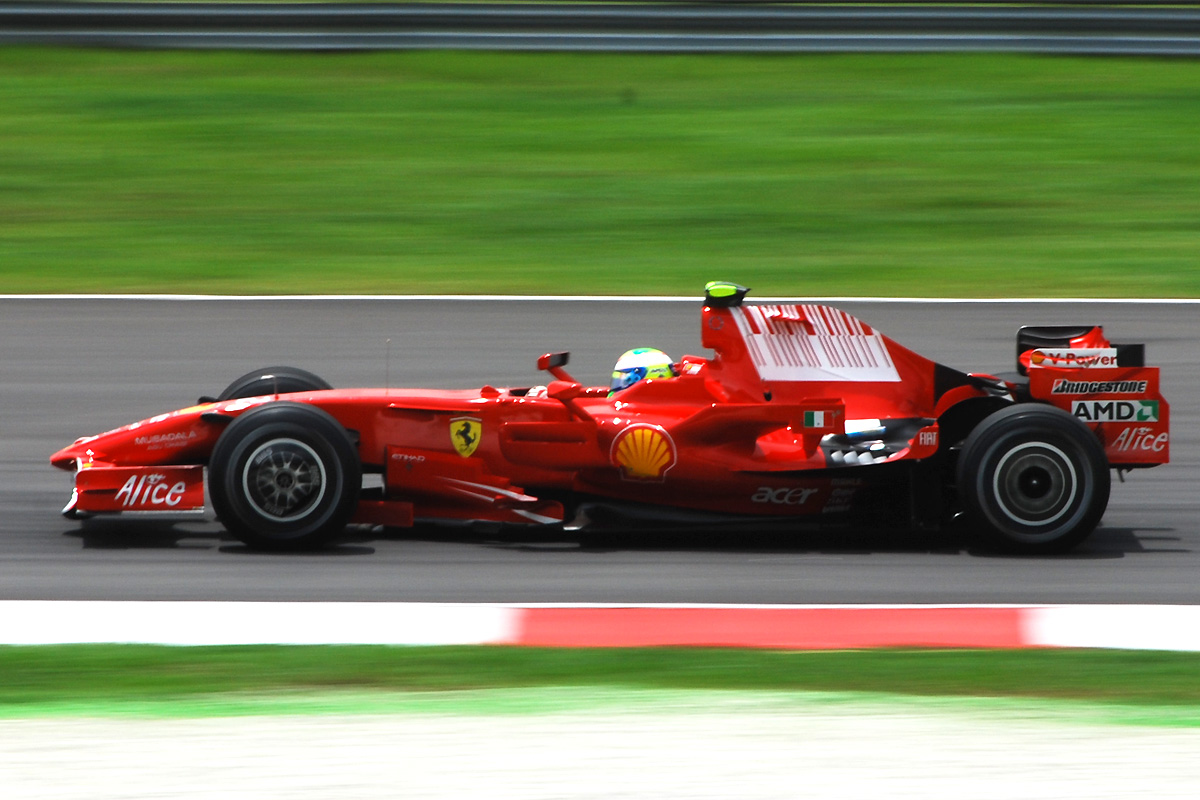
Massa Sepangban

A maláj nagydíjon Räikkönen nyert, a pole-pozícióból induló Felipe Massa pedig megpördült és kiesett. A verseny után többen megkérdőjelezték, hogy képes kipörgésgátló nélkül is uralni az autót. Bahreinben Massa a nagy nyomás ellenére 2. helyről indulva nyert, Räikkönen ezüstérme révén pedig az évad első kettős győzelmét ünnepelhette a csapat.
A futamot követő háromhetes szünetben a Ferrari bemutatta forradalmian új, kilyukasztott orrkúpját, amivel gyorsabb légáramlást és nagyobb leszorítóerőt érhettek el. Az újítást csak a nagy leszorítóerőt igénylő pályákon alkalmazták. Tesztelték emellett a 2009-es szabályoknak megfelelő, jóval kisebb leszorítóerővel rendelkező, de slick gumis konstrukciót is.
A spanyol nagydíj időmérőjén Räikkönen 1., Massa 3. helyett szerezte meg. A futamon ismét kettős győzelmet aratott a csapat, Räikkönen, Massa sorrendben, bár az autók fölénye már nem volt olyan szembetűnő, mint az edzéseken. A versenyen szerzett 18 pontjával a csapat élre állt a konstruktőri világbajnokságban. A török nagydíjon Massa és Räikkönen az 1. és a 4. helyre kvalifikálta magát. Räikkönen a rajtnál helyezéseket veszített az előtte beragadó Kovalainen kikerülésével. Az időveszteség a finn 2. helyébe és a Scuderia Ferrari újabb kettős győzelmébe került. Az élen Massa megtartotta első helyét a merész, háromkiállásos taktikával versenyző Lewis Hamilton előtt és feljött az egyéni világbajnokság második helyére. A monacói esős versenyen az első sorból rajtolhattak, de a rosszul megválasztott gumistratégia és egy kicsúszás miatt Massa csak 3. lett. Räikkönen ütközött a Force Indiát vezető Sutillal, és nem szerzett pontot. A kanadai nagydíjon Räikkönen a harmadik helyről indulva jó eséllyel pályázhatott volna a futamgyőzelemre is, de a boxkiállásoknál, amikor a bokszutca végén a piros lámpánál megállt, Hamilton nem vette időben észre őt, és nekiment, így mindketten kiestek. Massa egymás után kétszer is kiállni kényszerült a boxba de sikerült az ötödik pozícióban zárnia a versenyt.
Franciaországban a csapat 200. pole-pozícióját ünnepelte, Räikkönen révén. A versenyt magabiztosan vezették a Ferrarik, az élen Räikkönen haladt. A féltávot elhagyva hirtelen lelassult, és el kellett engednie a gyorsabb Massát. Autójának jobb oldali kipufogódobja lazult meg és tört el több karosszériaelemet, mielőtt végleg leszakadt. Ahhoz elegendő előnye volt, hogy a harmadik helyen haladó Trulli már ne érje utol. Massa győzelmével átvette a vezetést az egyéni világbajnokságban. 1993 óta először vezeti brazil versenyző a világbajnokságot. A brit nagydíjon Räikkönen rossz gumiválasztás miatt csak a 4., Massa a sok hibája miatt az utolsó, 13. helyen ért célba. Hockenheimben Massa a harmadik, míg Räikkönen rossz versenyt futva csak hatodik lett. A magyar nagydíjon a Ferrari is felhelyezte autóira a cápauszonyszerű motorborítást, de az évad végén nem minden versenyen helyezett el. Massa a verseny vége előtt 3 körrel vezető helyről motorhiba miatt kiesett, Räikkönen pedig 3. lett. Az új európai nagydíjon Massáé lett a pole, a leggyorsabb kör és a futamgyőzelem is. Räikkönen a verseny vége felé boxkiállásánál túl korán indult el szerelőitől és tankolóembert magával rántotta. Néhány kör múlva motorhiba miatt kiesett.

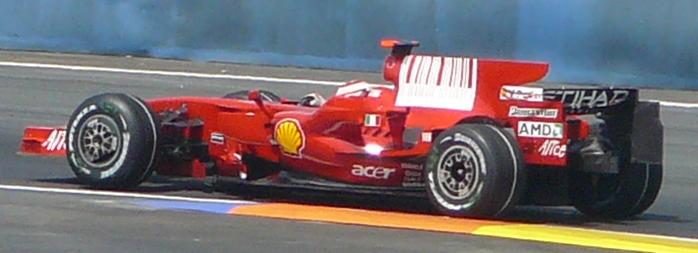
Räikkönen Valenciában

A belga nagydíj utolsó köreiben a vezető Räikkönen a vizes pályán a falnak ütközött és kiesett. Hamiltont szabálytalan előzése miatt időbüntetéssel sújtották, így Massa nyerte a versenyt. Az esős olasz nagydíjat Massa a hatodik pozícióból kezdte és fejezte is be, míg Räikkönen nem tudott pontszerző helyre felérni, csak a kilencedik lett. Az éjszaka rendezett szingapúri nagydíjon Massa óriási előnnyel megszerezte az első rajtkockát és vezette a versenyt. Első boxkiállásánál a jelzőrendszer hibájából túl korán indult el és magával rántotta az üzemanyagtömlőt, amit a bokszutca végéig húzott. Csak jelentős időveszteséggel tudott visszaállni, ráadásul a verseny végén meg is pördült, így pont nélkül fejezte be a nagydíjat. Räikkönen a falnak ütközött és kiesett. Japánban Räikkönen harmadik, Massa pedig Hamilton kilökéséért kapott áthajtásos büntetéssel hetedik lett. A kínai versenyen a második és harmadik helyen autózó két ferraris helyet cserélt, hogy Massa világbajnoki esélyeit életben tartsák Hamiltonnal szemben.
A  brazil nagydíjon a hazai közönség előtt autózó Massa fölényesen győzött (ezt mindenképpen meg kellett tennie ahhoz, hogy világbajnok lehessen), de Hamilton az utolsó kör végén drámai módon felért a számára VB-címet jelentő ötödik helyre.
Felipe Massa egy ponttal Lewis Hamilton mögött második lett az egyéni világbajnokságban. Kimi Räikkönen Robert Kubicával azonos pontszámmal, de több győzelemmel harmadik lett. A Scuderia Ferrari megnyerte a konstruktőri világbajnokságot 172 ponttal.

## Galéria

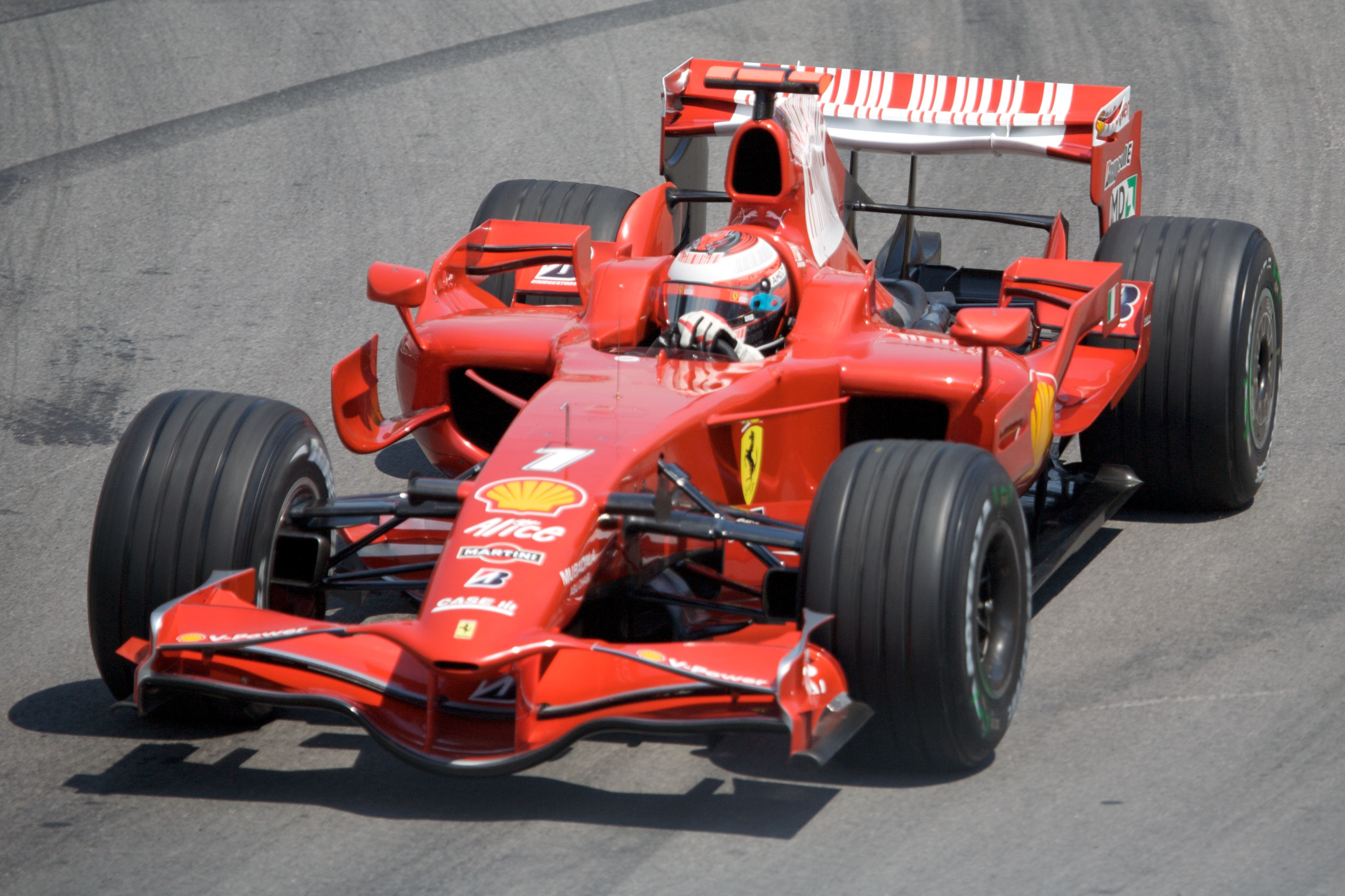
Kimi Räikkönen a 2008-as kanadai nagydíjon.
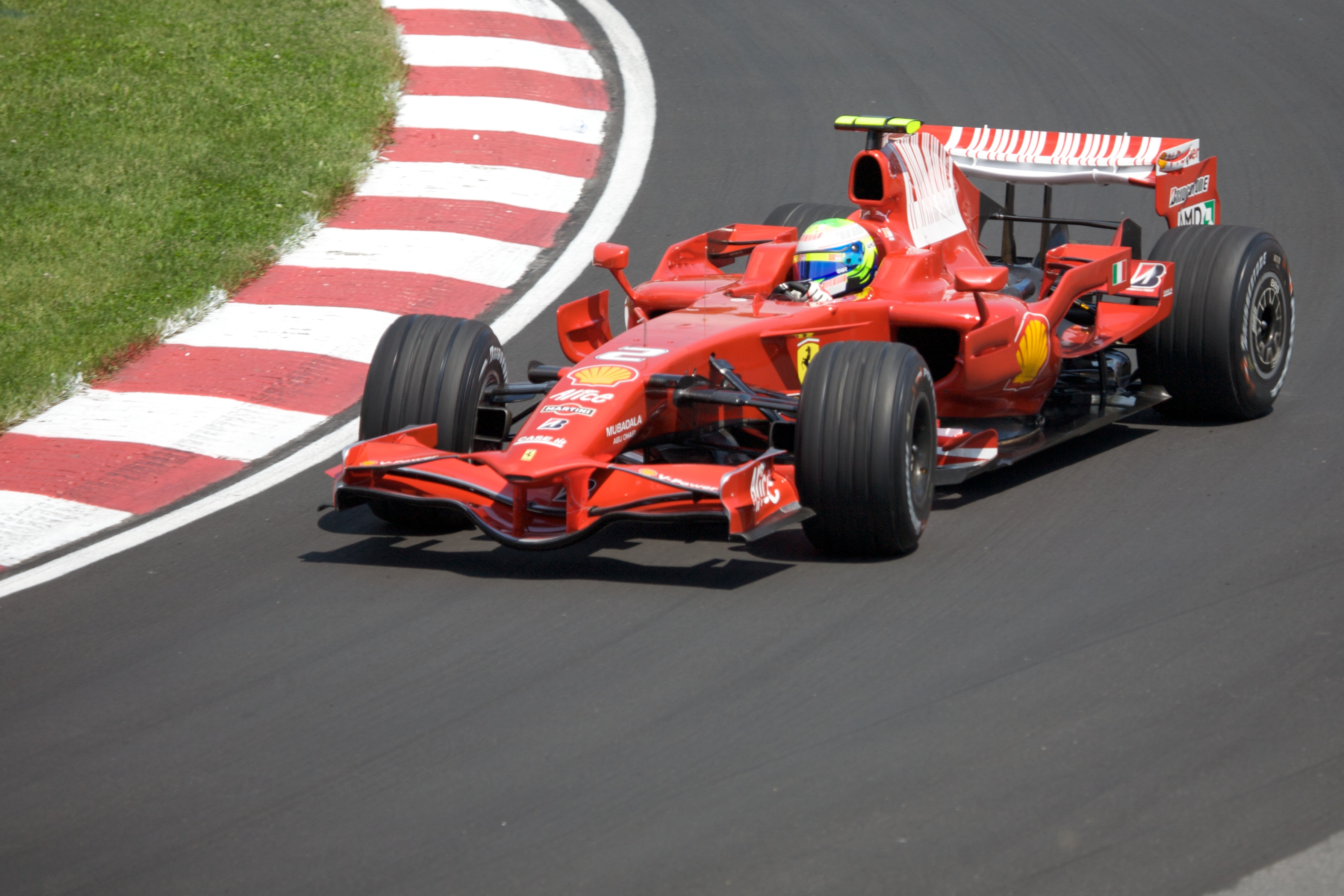
Felipe Massa, szintén a kanadai nagydíjon.
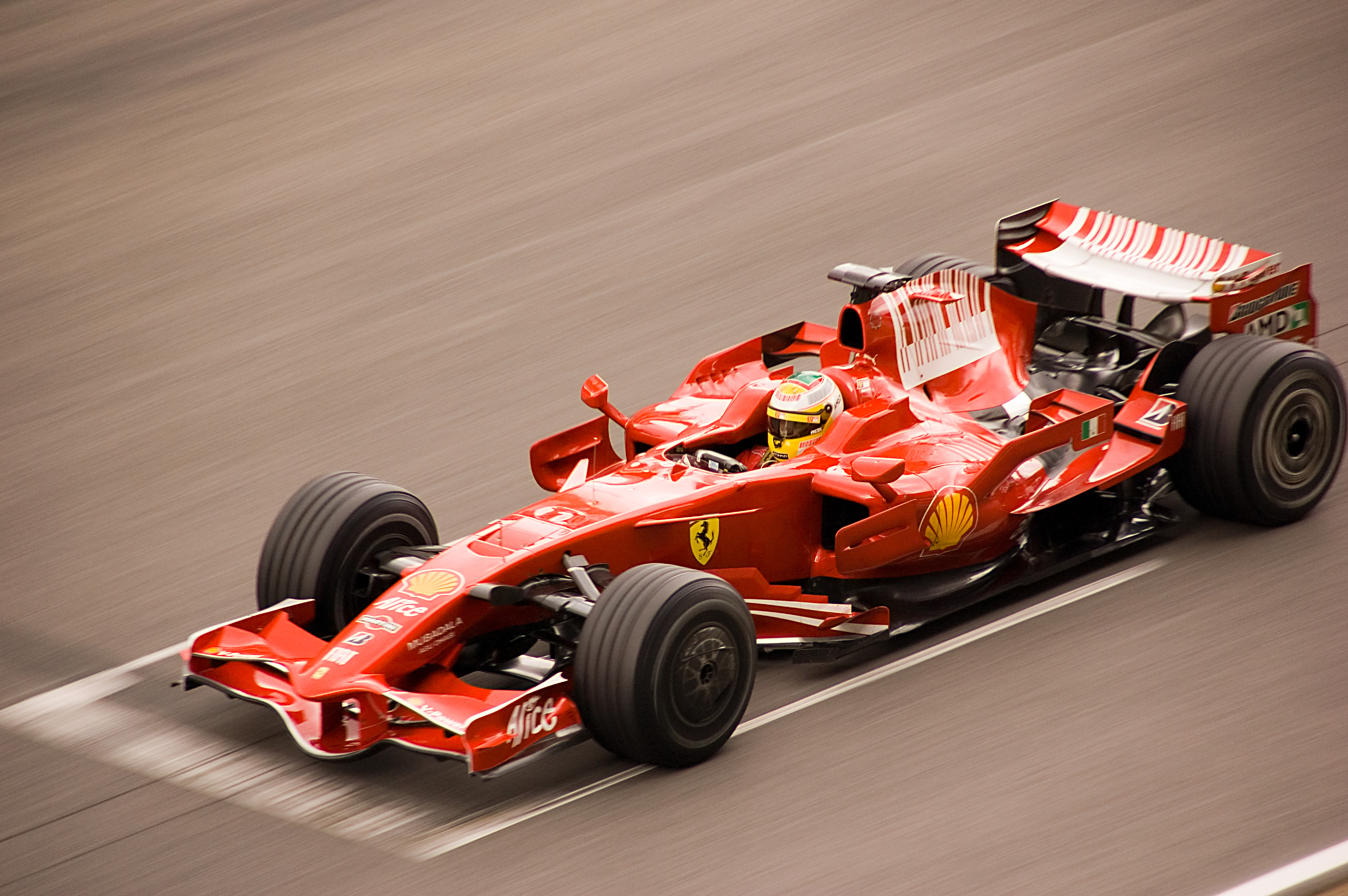
Luca Badoer, egy, a szezon előtti teszten.

## Teljes Formula–1-es eredménylistája
(Táblázat értelmezése)

(Félkövér: pole-pozícióból indult; dőlt: leggyorsabb kört futott) 

| Év   | Csapat  | Motor      | Gumi | Versenyzők | 1   | 2   | 3   | 4   | 5   | 6   | 7   | 8   | 9   | 10  | 11  | 12  | 13  | 14  | 15  | 16  | 17  | 18  | Pontszám | Helyezés |
| ---- | ------- | ---------- | ---- | ---------- | --- | --- | --- | --- | --- | --- | --- | --- | --- | --- | --- | --- | --- | --- | --- | --- | --- | --- | -------- | -------- |
| 2008 | Ferrari | Ferrari V8 | B    |            | AUS | MAL | BHR | ESP | TUR | MON | CAN | FRA | GBR | GER | HUN | EUR | BEL | ITA | SIN | JPN | CHN | BRA | 172      | 1.       |
| 2008 | Ferrari | Ferrari V8 | B    | Räikkönen  | 8*  | 1   | 2   | 1   | 3   | 9   | Ki  | 2   | 4   | 6   | 3   | Ki  | 18* | 9   | 15  | 3   | 3   | 3   | 172      | 1.       |
| 2008 | Ferrari | Ferrari V8 | B    | Massa      | Ki  | Ki  | 1   | 2   | 1   | 3   | 5   | 1   | 13  | 3   | 17* | 1   | 1   | 6   | 13  | 7   | 2   | 1   | 172      | 1.       |

*: Bár kiesett, a verseny 90%-át teljesítette, így teljesítményét értékelték.

## Külső hivatkozások
- Fotók és infók az autóról (spanyolul)
- Az autó adatai